# Furkan Şimşek
Furkan Şimşek (* 17. Juli 1997 in Höxter) ist ein deutsch-türkischer Fußballspieler.

## Werdegang
Der Stürmer Furkan Şimşek begann seine Karriere beim Brakeler Stadtteilverein TuS Hembsen und wechselte über die Spvg Brakel später in die Jugendabteilung des SC Paderborn 07. Im Sommer 2011 wechselte Şimşek zu Borussia Mönchengladbach und zwei Jahre später zu Arminia Bielefeld. Für die Arminia spielte er 25 Mal in der B-Junioren-Bundesliga und erzielte zwei Tore sowie 14 Spiele in der A-Junioren-Bundesliga, in denen er ein Tor erzielte. In der Saison 2015/16 spielte er im Jugendbereich des SC Fortuna Köln, bevor er im Sommer 2016 zum türkischen Zweitligisten Çaykur Rizespor wechselte. Nachdem er für diesen Club vier Spiele absolviert und dabei ein Tor erzielt hatte, wurde sein Vertrag im Sommer 2018 nicht verlängert.
Im Januar 2020 unterzeichnete Şimşek einen Vertrag für den Bayernligisten Türkspor Augsburg, für den er jedoch nur einmal auflief. Im September 2020 schloss sich Furkan Şimşek den türkischen Drittligisten Zonguldak Kömürspor an. Nach nur zwei Monaten wurde der Vertrag wieder aufgelöst und im Januar 2021 wechselte er zum Ligarivalen 1922 Konyaspor.